# متی

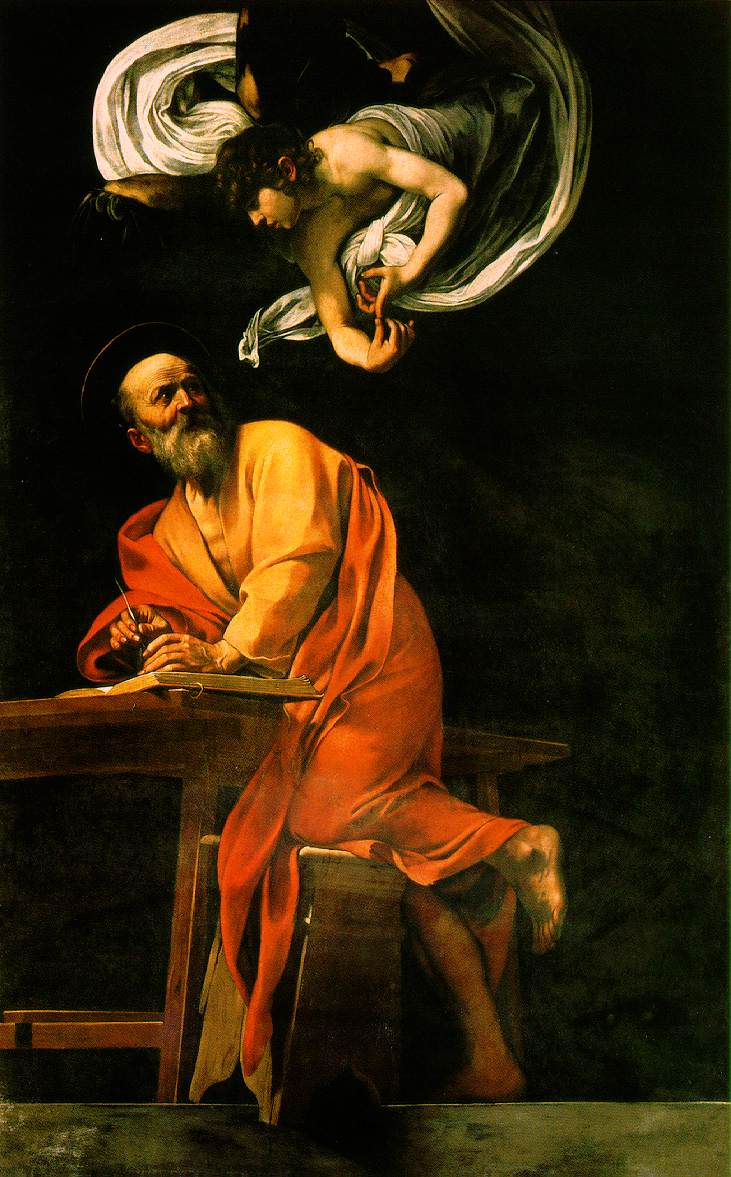
مسیحیان اعتقاد دارند که فرشته‌ای انجیل را به متی الهام کرده‌است.

متی (با تلفظ: متا؛ /mattâ/ در عبری:מתי، در یونانی:Ματθαίος؛ به معنی («بخشش خدا») پسر الفائوس، یکی از دوازده حواری عیسی و از نخستین مسیحیان بود. او از اهالی اورشلیم بود و یک‌سال از عیسی بزرگ‌تر بود. او را لاوی نیز می‌خوانده‌اند. او خواندن و نوشتن می‌دانست و پیشه‌اش جمع‌آوری مالیات بود. متی پیش از گرویدن به عیسی، در جلیل و کفرناحوم به هرود خدمت می‌کرد. وی جشنی بزرگ برای عیسی گرفت و بسیاری از جمع آوران مالیات را به آن جشن دعوت کرد. متی، "انجیل متی" را در انطاکیه نوشت و در نگارش آن از نوشته‌های مرقس بهره برد. او در قرن اول در حبشه درگذشت و مزارش در سالرنو ایتالیاست. 